# 寧夏道
寧夏道（ねいか-どう）は中華民国北京政府により設置された甘粛省の道。

## 沿革
1913年（民国2年）、清代の寧夏道及び平慶涇固化道平遠県に朔方道として設置。観察使は寧夏県に置かれ、下部に西寧、大通、碾伯、循化、貴徳、巴戎、湟源の7県を管轄した。1914年（民国3年）5月に観察使が道尹と改められた。1927年（民国16年）に廃止されている。

## 行政区画
廃止直前下部の7県を管轄した。（50音順）
- 貴徳県
- 湟源県
- 循化県
- 西寧県
- 大通県
- 碾伯県
- 巴戎県